# Budai Szent Cecília Kórus
A Budai Szent Cecília Kórus (rövidebb nevén: Cecília Kórus) egy a capella műveket előadó kórus volt. 1921–1941 között állt fenn. 1941-ben a budapesti Palestrina Kórussal egyesülve Budapesti Kórus néven működik tovább.

## Névváltozatok
A kórus Szent Cecíliáról, a zene védőszentjéről kapta nevét. A korszakban számos más kórus is viselte a Szent Cecília nevet. Az utóbbiaktól való megkülönböztetés céljából kapta a Budai (más forrásokban: Budapesti) előtagot. A kórus utótag olykor kötőjellel szerepel. A Szent szó az 1945–1990 közötti forrásokban nem szerepel. Utódja, a Budapesti Kórus, bár túlnyomó részben oratóriumokat ad elő, egyértelműen világi kórus.
A következő névváltozatokkal találkozhatunk: Budai Szent Cecília Kórus, Budai Cecília Kórus, Budapesti Cecília-kórus, Budapesti Cecília Kórus, Cecília Kórus (népszerű változat).

## Története
A kórust 1921-ben alapította Selmeczi Pöschl Vilmos. A cecilianizmus mozgalmának megfelelően az a capella művekre szakosodott. Sokat szerepelt koncerteken és rádióban. 1926–1941 között Bárdos Lajos vezette. 1941-ben egyesült a Palestrina Kórussal (amelyet korábban szintén Bárdos vezetett), és azóta Budapesti Kórus néven működik tovább.